# Chiesa di Santa Monica (Ostia)
La chiesa di Santa Monica è un luogo di culto cattolico di Ostia, frazione litoranea del comune di Roma.

## Storia e descrizione
I lavori per la costruzione dell'edificio iniziarono il 13 giugno 1968 (festa del Corpus Domini) alla presenza di papa Paolo VI, che benedì la posa della prima pietra. La chiesa, progettata dall'architetto Ernesto Vichi, è stata inaugurata la sera del 7 dicembre 1972 dal vescovo ausiliare di Roma Remigio Ragonesi, venendo dedicata il 22 dicembre 1973 dal cardinale vicario Ugo Poletti.
Già vicecura dal gennaio 1956, la chiesa è sede dell'omonima parrocchia, eretta il 13 novembre 1958 con il decreto del cardinale vicario Clemente Micara Romanus Pontifex e retta dal clero diocesano.
La parrocchia ha ricevuto la visita di papa Giovanni Paolo II l'8 maggio 1983, e di papa Francesco il 3 giugno 2018.
L'edificio presenta una struttura a croce latina con elementi portanti in cemento armato; la crociera è sottolineata dall'incrocio delle quattro travi principali che sorreggono il soffitto. Esternamente, la facciata è affiancata da un portico che raccorda il luogo di culto agli altri edifici che compongono il complesso parrocchiale.